# Jim Gilstrap
Pour les articles homonymes, voir Gilstrap.
Jim Gilstrap, né James Earl Gilstrap le 10 novembre 1946, est un chanteur et musicien américain. Considéré par certains comme l'un des choristes et musiciens de studio les plus prolifiques des cinquante dernières années,, il collabore avec une très large palette d'artistes (des Temptations à Adele ou Harry Styles) et de genres (de la disco au rap en passant par la pop).
Chanteur solo entre 1974 et 1977, il est également connu pour son titre Swing Your Daddy sorti en 1975, qui atteint le top 10 du Billboard R&B et le top 5 dans plusieurs pays européens.

## Carrière
James Earl Gilstrap nait à Pittsburg au Texas le 10 novembre 1946. Il grandit en écoutant du blues et du rhythm and blues, notamment Bobby "Blue" Bland qu'il adore.
Ayant déménagé en Californie, Gilstrap entreprend une carrière musicale à son retour de la guerre du Vietnam. Son premier groupe se nomme The Duprells. Remarqués par Robert Blackwell, celui-ci les engage comme choristes de Sam Cooke mais ce dernier meurt tragiquement le jour précédant le départ en tournée.
Il travaille avec le groupe Doodletown Pipers (en) à la fin des années 1960. La formation se produit au Ed Sullivan Show et réalise la première partie des Supremes lors de leurs concerts au Frontier Hotel de Las Vegas. Il rejoint ensuite les Cultures, qui lui offrent un emploi plus stable en tant que soutien vocal de nombreux artistes pop et soul.
Gilstrap intègre alors le groupe Wonderlove de Stevie Wonder et participe aux albums Talking Book et Innervisions. Dans la chanson You Are the Sunshine of My Life, Gilstrap est le premier chanteur, suivi par Lani Groves (sa compagne à l'époque) puis enfin Stevie Wonder.
Il entame une carrière solo en 1974 et enregistre quelques titres pour Bell Records. Il obtient un succès notable en 1975 lorsqu'il enregistre Swing Your Daddy pour Chelsea Records (en) (top 10 au Billboard R&B, top 5 au Royaume-Uni). Son premier album, également intitulé Swing Your Daddy, contient deux autres simples : House of Strangers et Put Out the Fire. Une version de l'album intitulée I'm On Fire parait aux Pays-Bas et contient le single éponyme (une reprise du groupe 5000 Volts), qui atteint la 28e position au classement national.
Un deuxième album, Love Talk, sort en 1976 mais ne lui permet pas de retrouver le sommet des classements internationaux.
Il enchaîne les participations les plus diverses :
- avec de nombreux artistes sur leurs albums studio tels que Barbra Streisand, Michael Jackson, Céline Dion, Herbie Hancock, Quincy Jones, Art Garfunkel[11],[2]
- sur différentes compilations d'artistes (des best of d'Al Jarreau,  Little Anthony and the Imperials, Dolly Parton, Aretha Franklin, Neil Diamond, Toots Thielemans, George Benson, Ray Charles, The Jacksons[4])
- des bandes originales telles que Grease, Les Trois Jours du Condor[1], Matrix Revolutions[2],
- des génériques de série (Good Times (en)[12], Super Baloo[13] ou Dinosaures[2] dans leur version originale)
- des voice-over (Family Guy ou The Simpsons[2])
- des jingles publicitaires (Peter Pan[5])
- des compilations diverses de jazz et de soul, des albums Disney ou encore la bande originale des jeux olympiques d'été de 1988 et des jeux olympiques d'hiver de 2002[4]

En 2009, il s'associe à Scherrie Payne (The Supremes), Joyce & Pam Vincent (Tony Orlando & Dawn (en)) et Theresa Davis (The Emotions) pour former le groupe de soul music Tour de 4Force. L'album Quiet Moon sort la même année, comprenant Black Butterfly, une reprise de Deniece Williams.
En 2011, il rejoint Adele sur son album 21 puis à l'été 2012, travaille avec James Taylor et Taylor Swift. L'année suivante, il est appelé pour l'album Prism de Katy Perry et en 2015, Adele l'emploie à nouveau pour 25. Il participe également à la comédie musicale School of Rock (en) à Broadway en tant que voix ténor.
En sus de son métier de choriste, il travaille dans une école de musique en Californie.

## Participations

### Albums studio
Le tableau suivant reprend les contributions de Jim Gilstrap pour différents artistes, hors compilations. Sauf mentions contraires, ces informations sont issues de Allmusic.
| Année | Artiste                            | Album                                              |
| ----- | ---------------------------------- | -------------------------------------------------- |
| 1972  | Syreeta                            | Syreeta                                            |
| 1972  | Stevie Wonder                      | Talking Books                                      |
| 1973  | Kathy Dalton                       | Amazing                                            |
| 1973  | David T. Walker (en)               | David T. Walker                                    |
| 1973  | Stevie Wonder                      | Innervisions                                       |
| 1973  | Sonny Terry & Brownie McGhee       | Sonny & Brownie                                    |
| 1974  | Paul Williams                      | A Little Bit of Love                               |
| 1974  | Quincy Jones                       | Body Heat                                          |
| 1974  | Stevie Wonder                      | Fulfillingness' First Finale                       |
| 1974  | Ringo Starr                        | Goodnight Vienna                                   |
| 1974  | Peggy Lee                          | Let's Love                                         |
| 1974  | Martha Reeves                      | Martha Reeves                                      |
| 1974  | Funk, Inc.                         | Priced to Sell                                     |
| 1974  | Tracy Nelson (en)                  | Tracy Nelson                                       |
| 1975  | Nancy Wilson                       | Come Get to This (en)                              |
| 1975  | Stanley Turrentine                 | Have You Ever Seen the Rain                        |
| 1975  | Thelma Houston                     | I've Got the Music in Me                           |
| 1975  | José Feliciano                     | Just Wanna Rock 'n' Roll                           |
| 1975  | Bill Withers                       | Making Music                                       |
| 1975  | Keith Moon                         | Two Sides of the Moon                              |
| 1975  | Kenny Rankin (en)                  | Silver Morning                                     |
| 1975  | Elkie Brooks                       | Rich Man's Woman                                   |
| 1975  | Quincy Jones                       | Mellow Madness                                     |
| 1976  | Dirk Hamilton                      | You Can Sing on the Left or Bark on the Right      |
| 1976  | Nancy Wilson                       | This Mother's Daughter                             |
| 1976  | Boz Scaggs                         | Silk Degrees                                       |
| 1976  | Country Joe McDonald               | Paradise with an Ocean View                        |
| 1976  | Harvey Mason                       | Marching in the Street                             |
| 1976  | Gene Page (en)                     | Lovelock!                                          |
| 1976  | The Brothers Johnson               | Look Out for #1                                    |
| 1976  | Leon Haywood (en)                  | Intimate                                           |
| 1976  | Quincy Jones                       | I Heard That!                                      |
| 1976  | Linda Ronstadt                     | Hasten Down the Wind                               |
| 1976  | Dee Dee Bridgewater                | Dee Dee Bridgewater                                |
| 1976  | Neil Diamond                       | Beautiful Noise                                    |
| 1977  | Linda Lewis                        | Woman Overboard                                    |
| 1977  | Minnie Riperton                    | Stay in Love                                       |
| 1977  | Carrie Lucas                       | Simply Carrie                                      |
| 1977  | Linda Ronstadt                     | Simple Dreams                                      |
| 1977  | Quincy Jones                       | Roots: The Saga of an American Family              |
| 1977  | Ringo Starr                        | Ringo the 4th                                      |
| 1977  | The Brothers Johnson               | Right on Time                                      |
| 1977  | Phyllis Hyman                      | Phyllis Hyman                                      |
| 1977  | Syreeta                            | One to One                                         |
| 1977  | Bobby Lyle                         | New Warrior                                        |
| 1977  | Bob Crewe                          | Motivation                                         |
| 1977  | Dee Dee Bridgewater                | Just Family                                        |
| 1977  | Björn J:son Lindh                  | Jayson Lindh                                       |
| 1977  | Boz Scaggs                         | Down Two Then Left                                 |
| 1977  | Roberta Flack                      | Blue Lights in the Basement                        |
| 1977  | Pugh Rogefeldt                     | Bamalama                                           |
| 1977  | Stephen Sinclair                   | A+                                                 |
| 1978  | Booker T. Jones                    | Try and Love Again                                 |
| 1978  | Olivia Newton-John                 | Totally Hot                                        |
| 1978  | Johnny Mathis / Deniece Williams   | That's What Friends Are For                        |
| 1978  | Donald Byrd                        | Thank You...For F.U.M.L. (Funking Up My Life)      |
| 1978  | Seals and Crofts (en)              | Takin' It Easy                                     |
| 1978  | Barbra Streisand                   | Songbird                                           |
| 1978  | Country Joe & Energy Crisis        | Rock N Roll from Planet Earth                      |
| 1978  | Patrice Rushen                     | Patrice                                            |
| 1978  | Gladys Knight                      | Miss Gladys Knight                                 |
| 1978  | Wayne Henderson (en)               | Living on a Dream                                  |
| 1978  | Linda Ronstadt                     | Living in the U.S.A.                               |
| 1978  | Leo Sayer                          | Leo Sayer                                          |
| 1978  | Candi Staton                       | House of Love                                      |
| 1978  | Dolly Parton                       | Heartbreaker                                       |
| 1978  | England Dan & John Ford Coley (en) | Dr. Heckle & Mr. Jive                              |
| 1978  | Gene Page                          | Close Encounters                                   |
| 1978  | Jesse Colin Young                  | American Dreams                                    |
| 1978  | Livingston Taylor (en)             | 3-Way Mirror                                       |
| 1979  | Michael White (en)                 | White Night                                        |
| 1979  | Narada Michael Walden              | The Dance of Life                                  |
| 1979  | Dr. John                           | Tango Palace                                       |
| 1979  | Leonard Cohen                      | Recent Songs                                       |
| 1979  | Ramsey Lewis                       | Ramsey                                             |
| 1979  | Michael Jackson                    | Off the Wall                                       |
| 1979  | Elkie Brooks                       | Live & Learn                                       |
| 1979  | Hiroshima                          | Hiroshima                                          |
| 1979  | Harvey Mason                       | Groovin' You                                       |
| 1979  | Brainstorm                         | Funky Entertainment                                |
| 1979  | Roy Ayers                          | Fever                                              |
| 1979  | Art Garfunkel                      | Fate for Breakfast                                 |
| 1979  | Donald Byrd                        | Donald Byrd and 125th Street, N.Y.C.               |
| 1979  | Ronnie Foster (en)                 | Delight                                            |
| 1979  | Dee Dee Bridgewater                | Bad for Me                                         |
| 1979  | Billy Cobham                       | B.C.                                               |
| 1979  | Narada Michael Walden              | Awakening                                          |
| 1980  | Narada Michael Walden              | Victory                                            |
| 1980  | The Jacksons                       | Triumph                                            |
| 1980  | Norman Connors                     | Take It to the Limit                               |
| 1980  | Patrice Rushen                     | Posh                                               |
| 1980  | Patrice Rushen                     | Pizzazz                                            |
| 1980  | Hiroshima                          | Odori                                              |
| 1980  | The Brothers Johnson               | Light Up the Night                                 |
| 1980  | Stacy Lattisaw                     | Let Me Be Your Angel                               |
| 1980  | José Feliciano                     | Jose Feliciano [1980]                              |
| 1980  | Wilton Felder                      | Inherit the Wind                                   |
| 1980  | Boz Scaggs                         | Hits!                                              |
| 1980  | Linda Ronstadt                     | Greatest Hits, Volume Two                          |
| 1980  | George Benson                      | Give Me the Night                                  |
| 1980  | Stanley Turrentine                 | Betcha                                             |
| 1980  | Aretha Franklin                    | Aretha                                             |
| 1981  | Stacy Lattisaw                     | With You                                           |
| 1981  | The Brothers Johnson               | Winners                                            |
| 1981  | Elton John                         | The Fox                                            |
| 1981  | Quincy Jones                       | The Dude                                           |
| 1981  | Sarah Vaughan                      | Songs of the Beatles                               |
| 1981  | Angela Bofill                      | Something About You                                |
| 1981  | Syreeta                            | Set My Love in Motion                              |
| 1981  | Booker T. Jones                    | I Want You                                         |
| 1981  | Tower of Power                     | Direct                                             |
| 1981  | James Taylor                       | Dad Loves His Work                                 |
| 1981  | Billy Preston / Syreeta            | Billy Preston & Syreeta                            |
| 1982  | Stacy Lattisaw                     | Sneakin' Out                                       |
| 1982  | Bill Medley                        | Right Here and Now                                 |
| 1982  | Stevie Wonder                      | Original Musiquarium I                             |
| 1982  | Herbie Hancock                     | Lite Me Up                                         |
| 1982  | Narada Michael Walden              | Confidence                                         |
| 1982  | Al Kooper                          | Championship Wrestling                             |
| 1983  | Angela Bofill                      | Too Tough                                          |
| 1983  | Hiroshima                          | Third Generation                                   |
| 1983  | Anita Baker                        | The Songstress                                     |
| 1983  | Tom Scott                          | Target                                             |
| 1983  | Stacy Lattisaw                     | Sixteen                                            |
| 1983  | Joe Sample                         | Roles                                              |
| 1983  | Narada Michael Walden              | Looking at You, Looking at Me                      |
| 1983  | James Ingram                       | It's Your Night                                    |
| 1983  | Phyllis Hyman                      | Goddess of Love                                    |
| 1983  | Debra Hurd                         | Debra Hurd                                         |
| 1983  | Peabo Bryson / Roberta Flack       | Born to Love                                       |
| 1983  | June Pointer                       | Baby Sister                                        |
| 1984  | Stanley Clarke                     | Time Exposure                                      |
| 1984  | Johnny Gill / Stacy Lattisaw       | Perfect Combination                                |
| 1984  | Patti Austin                       | Patti Austin                                       |
| 1984  | Patrice Rushen                     | Now                                                |
| 1984  | Beau Williams (en)                 | Bodacious                                          |
| 1985  | Aretha Franklin                    | Who's Zoomin' Who?                                 |
| 1985  | Narada Michael Walden              | The Nature of Things                               |
| 1985  | Rodney Franklin (en)               | Skydance                                           |
| 1985  | Larry Graham                       | Fired Up                                           |
| 1985  | Johnny Gill                        | Chemistry                                          |
| 1985  | Hiroshima                          | Another Place                                      |
| 1986  | Patti LaBelle                      | Winner in You                                      |
| 1986  | George Benson                      | While the City Sleeps                              |
| 1986  | Anita Baker                        | Rapture                                            |
| 1986  | Crowded House                      | Crowded House                                      |
| 1986  | Aretha Franklin                    | Aretha                                             |
| 1987  | Whitney Houston                    | Whitney                                            |
| 1987  | Martha Davis                       | Policy                                             |
| 1987  | Starship                           | No Protection                                      |
| 1987  | Hiroshima                          | Go                                                 |
| 1987  | Nancy Wilson                       | Forbidden Lover                                    |
| 1987  | Eleanor (en)                       | Jungle Wave                                        |
| 1987  | Irene Cara                         | Carasmatic                                         |
| 1988  | Russell Hitchcock (en)             | Russell Hitchcock                                  |
| 1988  | Peabo Bryson                       | Positive                                           |
| 1988  | Hiroshima                          | Ongaku                                             |
| 1988  | Siedah Garrett                     | Kiss of Life                                       |
| 1988  | Kenny Loggins                      | Back to Avalon                                     |
| 1989  | James Ingram                       | It's Real                                          |
| 1989  | Hiroshima                          | East                                               |
| 1989  | Country Joe McDonald               | Classics                                           |
| 1989  | Patti LaBelle                      | Be Yourself                                        |
| 1989  | Quincy Jones                       | Back on the Block                                  |
| 1990  | The Party (en)                     | The Party                                          |
| 1990  | Bobby Lyle                         | The Journey                                        |
| 1990  | Santana                            | Spirits Dancing in the Flesh                       |
| 1990  | Don Grusin (en)                    | Raven                                              |
| 1990  | Dianne Reeves                      | Never Too Far                                      |
| 1990  | Nancy Wilson                       | A Lady with a Song                                 |
| 1990  | Stanley Clarke / George Duke       | 3                                                  |
| 1991  | Teddy Pendergrass                  | Truly Blessed                                      |
| 1991  | Gladys Knight                      | Good Woman                                         |
| 1992  | Kenny G                            | Breathless                                         |
| 1992  | Lionel Richie                      | Back to Front                                      |
| 1992  | Milira (en)                        | Back Again!!!                                      |
| 1992  | Roberto Carlos                     | Roberto Carlos (Mujer Pequena)                     |
| 1992  | Ray Simpson (en)                   | Ray Simpson                                        |
| 1992  | Rachelle Ferrell                   | Rachelle Ferrell                                   |
| 1992  | Hiroshima                          | Providence                                         |
| 1992  | George Duke                        | Snapshot                                           |
| 1992  | Marilyn Scott (en)                 | Smile                                              |
| 1993  | Praise & Worship                   | Rejoice Africa                                     |
| 1993  | Don Grusin                         | Native Land                                        |
| 1993  | Dave Koz (en)                      | Lucky Man                                          |
| 1993  | Joey Lawrence                      | Joey Lawrence                                      |
| 1993  | Elton John                         | Duets                                              |
| 1993  | Paul Young                         | Crossing                                           |
| 1993  | Aaron Neville                      | Aaron Neville's Soulful Christmas                  |
| 1993  | Eros Ramazzotti                    | Tutte Storie                                       |
| 1993  | Michael Bolton                     | The One Thing                                      |
| 1994  | Willy DeVille                      | Backstreets of Desire                              |
| 1994  | Patrice Rushen                     | Anything But Ordinary                              |
| 1994  | Ron Kenoly (en)                    | God is Able                                        |
| 1994  | Hiroshima                          | L.A.                                               |
| 1994  | Peabo Bryson                       | Through the Fire                                   |
| 1994  | Luther Vandross                    | Songs                                              |
| 1994  | Russ Freeman                       | Sahara                                             |
| 1995  | Dionne Warwick                     | Aquarela do Brasil                                 |
| 1995  | Sam Cardon (en)                    | Innovators                                         |
| 1995  | George Duke                        | Illusions                                          |
| 1995  | Melissa Manchester (en)            | If My Heart Had Wings                              |
| 1995  | Greg                               | Rockin' Down The Road                              |
| 1995  | Marilyn Scott                      | Take Me with You                                   |
| 1995  | David Foster                       | The Christmas Album                                |
| 1995  | Aaron Neville                      | The Tattooed Heart                                 |
| 1995  | Vanessa Rubin (en)                 | Vanessa Rubin Sings                                |
| 1996  | Christopher Franke                 | Celestine Prophecy                                 |
| 1996  | Boney James                        | Boney's Funky Christmas                            |
| 1996  | Eros Ramazzotti                    | Dove C'e Musica                                    |
| 1996  | Daryle Chinn                       | From the Heart                                     |
| 1996  | Dave Koz                           | Off the Beaten Path                                |
| 1996  | Pharez Whitted (en)                | Mysterious Cargo                                   |
| 1996  | Willy DeVille                      | Loup Garou                                         |
| 1996  | Jackson Browne                     | Looking East                                       |
| 1996  | Neil Diamond                       | In My Lifetime                                     |
| 1996  | Roberto Carlos                     | Todas As Manhas                                    |
| 1997  | Michael Bolton                     | All That Matters                                   |
| 1997  | George Duke                        | Is Love Enough?                                    |
| 1997  | Barbra Streisand                   | Higher Ground                                      |
| 1997  | John Hiatt                         | Little Head                                        |
| 1997  | Céline Dion                        | Let's Talk About Love                              |
| 1997  | Kurt Bestor (en)                   | Sketches                                           |
| 1997  | Joe Sample                         | Sample This                                        |
| 1997  | Kenny Loggins                      | The Unimaginable Life                              |
| 1998  | Marilyn Scott                      | Avenues of Love                                    |
| 1998  | Andy Griffith                      | Just as I Am: 30 Favorite Old Time Hymns           |
| 1998  | Ricky Martin                       | Vuelve                                             |
| 1999  | Amy Grant                          | A Christmas to Remember                            |
| 1999  | Quincy Jones                       | From Q, With Love                                  |
| 2000  | Linda Ronstadt                     | 3 for One                                          |
| 2000  | Aaron Neville                      | Devotion                                           |
| 2000  | George Duke                        | Cool                                               |
| 2000  | Everlast                           | Eat at Whitey's                                    |
| 2000  | Johnny Mathis                      | Mathis on Broadway                                 |
| 2001  | Hanne Boel (en)                    | Misty Paradise                                     |
| 2001  | DeLeon                             | Straight from the Heart                            |
| 2001  | Marino                             | The Unexpected Alliance                            |
| 2002  | George Duke                        | Face the Music                                     |
| 2002  | Les McCann                         | Pump It Up                                         |
| 2002  | Stanley Turrentine                 | On a Misty Night                                   |
| 2002  | Susaye Greene (en)                 | No Fear Here                                       |
| 2002  | Dana Glover (en)                   | Testimony                                          |
| 2003  | Aaron Neville                      | Believe                                            |
| 2003  | Franky Perez (en)                  | Poor Man's Son                                     |
| 2004  | Diana DeGarmo                      | Dreams                                             |
| 2004  | Bunny Hull (en)                    | Dream a World: A Child's Journey to Self-Discovery |
| 2004  | Diana DeGarmo                      | Blue Skies                                         |
| 2004  | Stanley Clarke                     | Guitar & Bass                                      |
| 2004  | Syreeta                            | Syreeta/Stevie Wonder Presents Syreeta             |
| 2005  | Eros Ramazzotti                    | Calma Apparente                                    |
| 2005  | Marilyn Scott                      | I'm in Love Once Again                             |
| 2005  | Marilyn Scott                      | Handpicked                                         |
| 2005  | Aaron Neville                      | Gospel Roots                                       |
| 2005  | George Duke                        | Duke                                               |
| 2005  | The Game                           | The Documentary                                    |
| 2006  | Elaine Norwood                     | Double Blessing                                    |
| 2006  | Howard Tate                        | A Portrait of Howard                               |
| 2006  | Neil Young                         | Living with War                                    |
| 2006  | Kelis                              | Kelis Was Here                                     |
| 2006  | Joe Sample                         | Introducing Joe Sample                             |
| 2007  | Joe Cocker                         | Hymn for My Soul                                   |
| 2007  | Bunny Hull                         | Music For Young Masters: Secrets Of The Heart      |
| 2007  | Luther Vandross                    | Love, Luther                                       |
| 2007  | Quincy Jones                       | Summer in the City                                 |
| 2007  | Moogly                             | Sex & Soul: Mixed by Moog-Ly                       |
| 2008  | Amaia Montero                      | Amaia Montero                                      |
| 2008  | Priscilla Ahn                      | A Good Day                                         |
| 2008  | George Duke                        | Dukey Treats                                       |
| 2008  | Kanye West                         | 808s & Heartbreak                                  |
| 2008  | Aaron Neville                      | Christmas & Hits Duos                              |
| 2008  | Narada Michael Walden              | Awakening/The Dance Of Life                        |
| 2008  | Everlast                           | Love, War and the Ghost of Whitey Ford             |
| 2008  | Brandon Burrows                    | On the Move                                        |
| 2009  | Eros Ramazzotti                    | Ali e Radici                                       |
| 2010  | Aaron Neville                      | I Know I've Been Changed                           |
| 2011  | Adele                              | 21                                                 |
| 2011  | Over the Rhine (en)                | The Long Surrender                                 |
| 2011  | Amaia Montero                      | 2                                                  |
| 2011  | Christina Ashley                   | Let it All Go                                      |
| 2011  | Darlene Koldenhoven (en)           | Inspired by a True Story                           |
| 2012  | Willy DeVille                      | In New Orleans                                     |
| 2013  | George Duke                        | DreamWeaver                                        |
| 2013  | Katy Perry                         | Prism                                              |
| 2015  | Adele                              | 25                                                 |
| 2017  | Harry Styles                       | Harry Styles                                       |
| 2021  | Merry Clayton                      | Beautiful Scars                                    |

### Films et télévision
| Année | Film                                        |                                                 |
| ----- | ------------------------------------------- | ----------------------------------------------- |
| 1975  | Les Trois Jours du Condor                   | participation en studio pour la bande originale |
| 1978  | Grease                                      | participation en studio pour la bande originale |
| 1985  | Série noire pour une nuit blanche           | participation en studio pour la bande originale |
| 1991  | Y a-t-il un Flic pour Sauver le Président ? | crédité en tant qu'acteur                       |
| 1992  | Sarafina !                                  | participation en studio pour la bande originale |
| 1993  | Meteor Man                                  | participation en studio pour la bande originale |
| 1994  | Corrina, Corrina                            | participation en studio pour la bande originale |
| 1994  | Radioland Murders                           | participation en studio pour la bande originale |
| 1997  | Anastasia                                   | participation en studio pour la bande originale |
| 1997  | Des hommes d'influence                      | crédité en tant qu'acteur                       |
| 1997  | Dany, le chat superstar                     | participation en studio pour la bande originale |
| 2002  | The District                                | crédité en tant qu'acteur                       |
| 2003  | Matrix Revolutions                          | participation en studio pour la bande originale |
| 2005  | King Kong                                   | participation en studio pour la bande originale |
| 2006  | L'Âge de glace 2                            | participation en studio pour la bande originale |
| 2008  | Synecdoche, New York                        | crédité au département musical                  |
| 2010  | Top Cops                                    | participation en studio pour la bande originale |
| 2010  | Faster                                      | crédité en tant qu'acteur                       |
| 2011  | La Planète des singes : Les Origines        | participation en studio pour la bande originale |
| 2019  | Le Roi Lion                                 | participation en studio pour la bande originale |

## Discographie

### Albums

#### Solo
| Année | Album            | Label        |
| ----- | ---------------- | ------------ |
| 1975  | Swing Your Daddy | Chelsea (en) |
| 1976  | Love Talk        | Chelsea (en) |

#### Tour de 4Force
| Année | Album      | Label            |
| ----- | ---------- | ---------------- |
| 2009  | Quiet Moon | Ocean Wave Music |

### Singles
| Année                                                                                      | Titre                     | Label                  | Classements          | Classements      | Classements | Classements | Classements | Classements | Classements      |
| Année                                                                                      | Titre                     | Label                  | États-Unis (Hot 100) | États-Unis (R&B) | Royaume-Uni | Pays-Bas    | Belgique    | Allemagne   | Nouvelle-Zélande |
| ------------------------------------------------------------------------------------------ | ------------------------- | ---------------------- | -------------------- | ---------------- | ----------- | ----------- | ----------- | ----------- | ---------------- |
| 1974                                                                                       | Airport                   | Bell                   | —                    | —                | —           | —           | —           | —           | —                |
| 1974                                                                                       | When You Come Back Down   | Bell                   | —                    | —                | —           | —           | —           | —           | —                |
| 1974                                                                                       | Run, Run, Run             | Bell                   | —                    | —                | —           | —           | —           | —           | —                |
| 1975                                                                                       | Swing Your Daddy          | Chelsea (en) / Roxbury | 55                   | 10               | 4           | 1           | 1           | 37          | 9                |
| 1975                                                                                       | House of Stangers         | Chelsea (en) / Roxbury | 93                   | 64               | —           | —           | —           | —           | —                |
| 1975                                                                                       | I'm on Fire (en)          | Chelsea (en) / Roxbury | 78                   | 20               | —           | 21          | —           | —           | —                |
| 1975                                                                                       | Put Out the Fire          | Chelsea (en) / Roxbury | —                    | —                | —           | —           | —           | —           | —                |
| 1976                                                                                       | Move Me                   | Chelsea (en) / Roxbury | —                    | 77               | —           | —           | —           | —           | —                |
| 1976                                                                                       | Love Talk                 | Chelsea (en) / Roxbury | —                    | 70               | —           | —           | —           | —           | —                |
| 1976                                                                                       | Never Stop Your Loving Me | Chelsea (en) / Roxbury | —                    | —                | —           | —           | —           | —           | —                |
| "—" signifie que le titre n'a pas atteint les classements ou n'est pas sorti dans ce pays. |                           |                        |                      |                  |             |             |             |             |                  |